# Johanniskirche (Wuppertal)

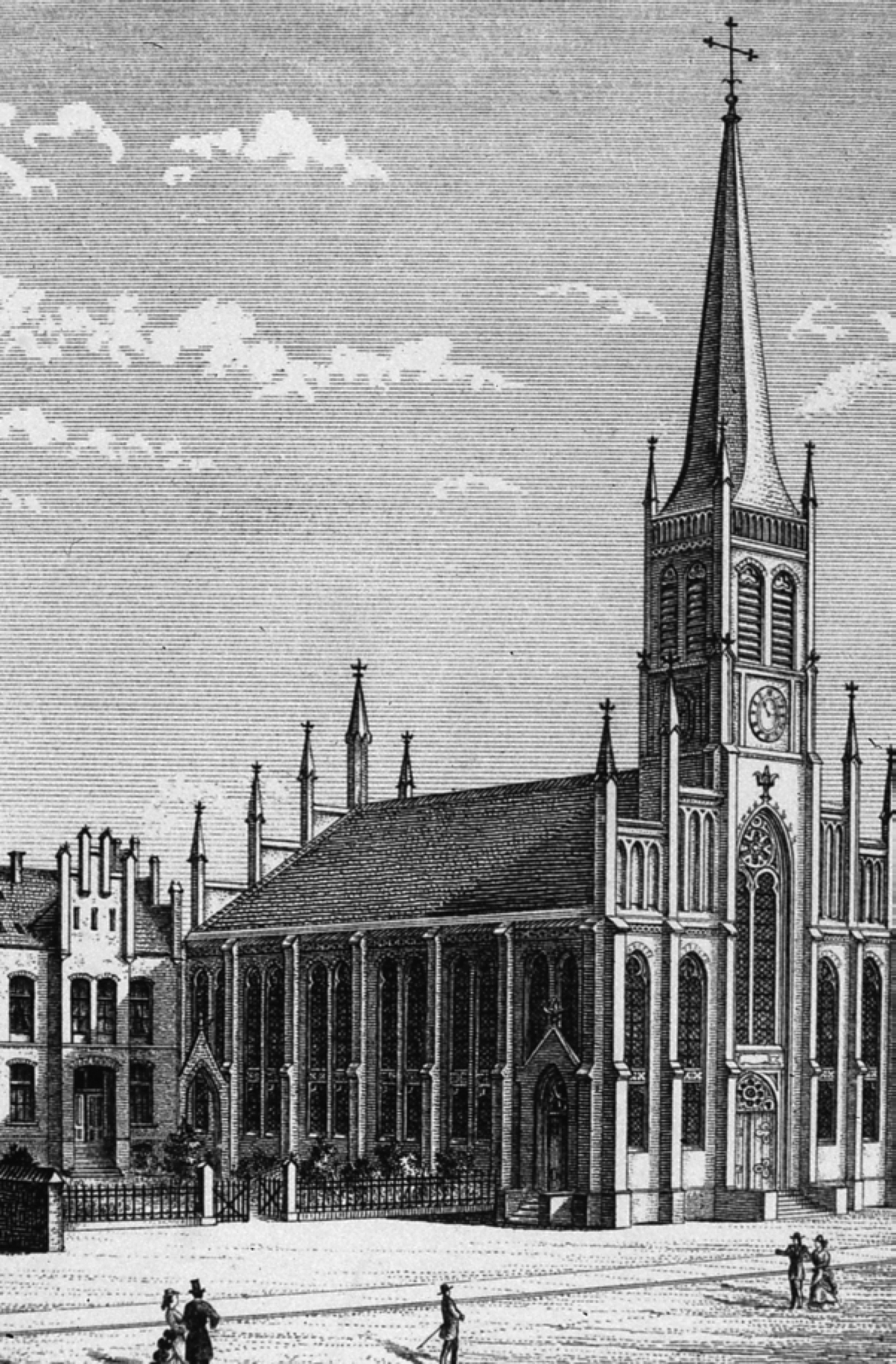
Die Johanniskirche im Zustand nach der Erbauung

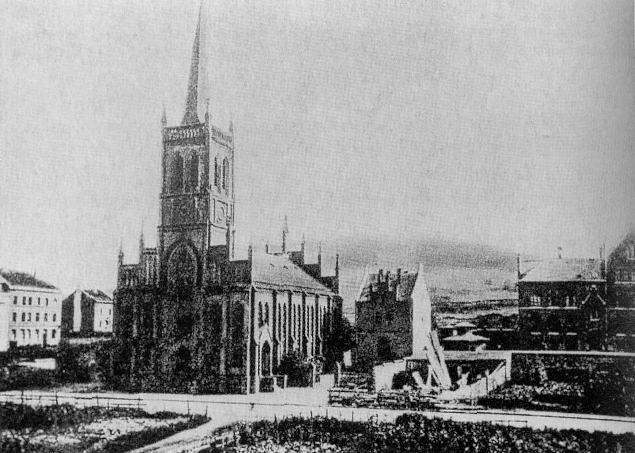
Die Johanniskirche nach der Erbauung

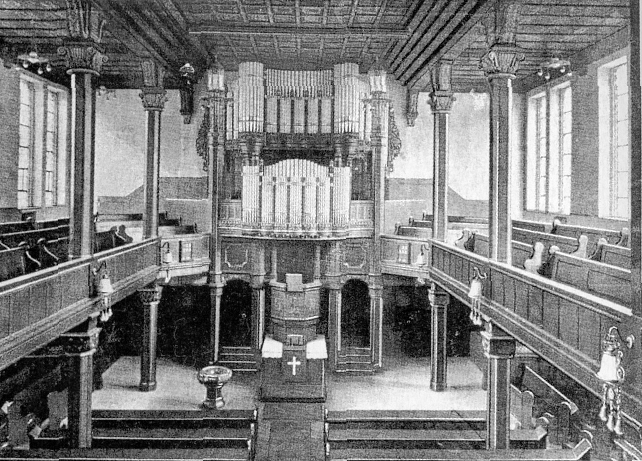
Innenraum nach der Fertigstellung

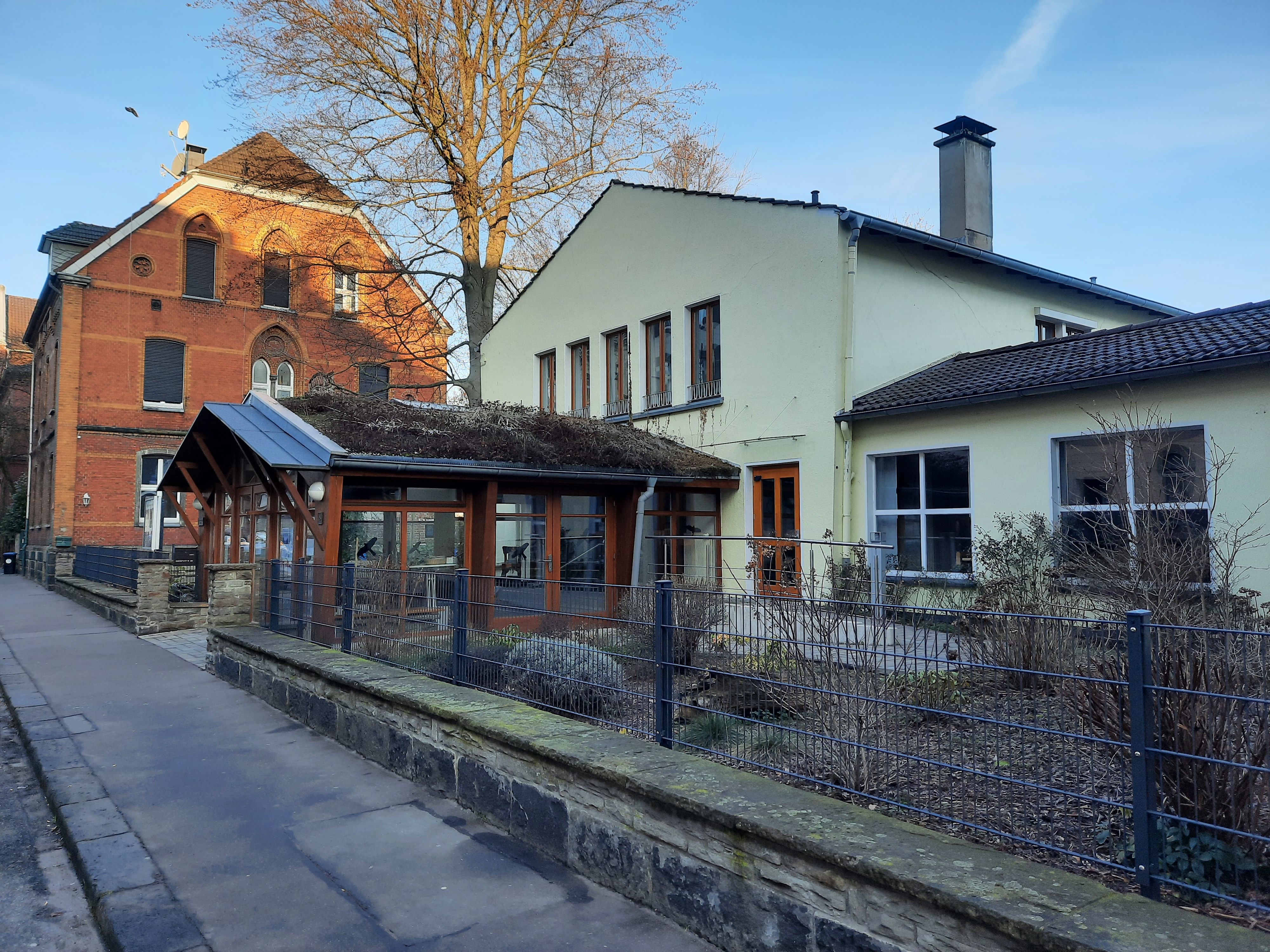
Das Paul-Gerhardt-Haus (2023)

Die Johanniskirche im Wuppertaler Stadtteil Heckinghausen war eine aus dem Jahr 1872 stammende Kirche. Sie war das dritte für die lutherische Gemeinde Barmens errichtete Gotteshaus.

## Geschichte
Im Zuge der Industrialisierung nahm die Zahl der Lutheraner in Barmen nicht zuletzt durch Zuzug aus dem weitgehend lutherischen Preußen stark zu. Die Alte Kirche Wupperfeld wurde als bis dato einzige lutherische Kirche Barmens für die bis 1850 auf rund 10.000 Gläubige angestiegene lutherische Gemeinde Wupperfeld zu klein. 1851 begann die Gemeinde über neue Kirchenbauten nachzudenken, 1866 gab man Pläne zum Bau einer Großkirche auf und entschied sich zugunsten zweier neuer kleinerer Kirchen in zwei unterschiedlichen Randgebieten der Gemeinde: der Friedenskirche im Westen, nahe der reformierten Gemarker Kirche, und der Johanniskirche im Osten auf der gegenüberliegenden Wupperseite. Mit der Planung beider Kirchen wurde der Berliner Architekt Hermann Cuno beauftragt. Die Johanniskirche war die kleinere und später begonnene Kirche, 1869 erfolgte die Grundsteinlegung, am 19. September 1872, knapp ein Jahr nach der Eröffnung der Friedenskirche, wurde die Johanniskirche eingeweiht.
In der Nacht des großen Bombenangriffs auf Barmen am 30. Mai 1943 wurde die Kirche zerstört. Die Ruine stand bis 1953, wurde dann aber wegen der (nie ausgeführten) Planung einer Straße abgerissen.

## Architektur
Die Johanniskirche war eine neogotische dreischiffige Hallenkirche ohne Querschiff und bot Platz für 900 Gläubige. Sechs große Achsen aus hohen Doppelfenstern an den Seiten und vier ebenso hohe in der nördlichen Eingangsfassade erleuchteten den Kirchraum. Der mittige quadratische Turm, der mit einem spitzen Achteckdach gekrönt war, war nicht wie sonst bei den Wuppertaler protestantischen Kirchen üblich dem Kirchbau vorgesetzt, sondern in die Fassade integriert, Eingänge an den Längsseiten führten in zwei Treppenhäuser hinter der Hauptfassade. An den Staffelgiebeln der beiden Längsseiten wiederholten neun zierliche Fialtürmchen den Hauptturm. Ein architektonisch mit der Kirche verbundener Anbau beherbergte das Pfarrhaus mit einer Küsterwohnung und einem Konfirmandensaal.
Das Innere war ein holzgedeckter Saal mit zwei Emporen an den Längsseiten und einer über dem Eingang, die ursprünglich die Orgel trug. Der Raum wurde durch einen gewölbten Fünf-Achtel-Chor im Süden abgeschlossen.

## Ausstattung
Nach dem Ersten Weltkrieg wurde die 1876 von der Orgelbauwerkstatt Meier in Herford erbaute Orgel in den Chorraum versetzt, die ursprünglich an der Seite des Triumphbogens angebrachte Kanzel wurde abgebaut und eine zentrale Achse aus Altar, Kanzel und Orgel geschaffen. Kurze Zeit später gab Albert Schweitzer auf dieser Orgel 1928 ein Konzert.

## Paul-Gerhardt-Haus
Auf dem Gelände der zerstörten Kirche wurde 1957 ein Gemeindezentrum mit Gottesdienstsaal eröffnet, das 1959 den Namen Paul-Gerhardt-Haus (kurz PGH) erhielt. Neben dem Kirchsaal Ackerstraße war dieses einer der beiden Gottesdiensträume der in den achtziger Jahren unierten Evangelischen Gemeinde Heckinghausen, später wurde es noch als Versammlungsraum und Gemeindesaal und für Sondergottesdienste genutzt. Seit 2012 wird das Paul-Gerhardt-Haus als „Winterkirche“ genutzt, um im Winter die teure Beheizung des Kirchsaals einzusparen. 2016 wurde das PGH vollständig renoviert und der Kirchsaal in der Ackerstraße aufgegeben, seitdem ist es das zentrale Gottesdienstgebäude der Gemeinde.